# Ingeborg Tamm
Ingeborg Tamm (* 17. Januar 1939 in Hagenow) ist eine deutsche Politikerin (CDU).

## Werdegang
Tamm besuchte die Grundschule in Hagenow und die zehnte Klasse der Abendschule. Sie beendete ihre Ausbildung zur Stomatologischen Krankenschwester mit dem Examen. An der Fachschule für Gesundheits- und Sozialwesen Potsdam wurde sie Leitende Schwester zum Einsatz als Oberin. Tamm arbeitete als Krankenschwester und Stationsschwester, 1975 und 1976 als ambulante Oberschwester und von 1977 an als Oberin im Kreiskrankenhaus, später in der Poliklinik in Hagenow.
Tamm trat 1964 in die CDU ein. Dort war sie von 1975 bis 1995 Mitglied des Kreisvorstandes Hagenow, 1992 wurde sie Vorsitzende des Ortsverbands Hagenow. Tamm wurde 1990 in die letzte Volkskammer gewählt und gehörte danach dem Deutschen Bundestag bis Ende 1990 an. Sie war bis etwa 2011 Stadtverordnete in Hagenow.